# Phytoecia punctipennis
Phytoecia punctipennis là một loài bọ cánh cứng trong họ Cerambycidae.